# Presles (Val-d’Oise)
Presles egy község Franciaországban. Lakosainak száma 3994 fő (2022. január 1.).

## Földrajza
Presles Nointel, Beaumont-sur-Oise, L’Isle-Adam, Maffliers, Mours, Nerville-la-Forêt és Saint-Martin-du-Tertre községekkel határos.